# Paul Rosenhayn
Paul Rosenhayn, né le 11 décembre 1877 à Hambourg, et décédé le 11 septembre 1929 à Berlin, est un romancier, dramaturge et scénariste allemand.

## Biographie
Fils d'un capitaine de navire, il fait ses études en Allemagne, mais aussi en Angleterre. Il s'inscrit pendant un semestre en droit, mais renonce à poursuivre sa formation au profit de nombreux voyages faits en Europe et en Amérique. Il s'installe finalement en Inde, où il devient un collaborateur allemand pour plusieurs journaux britanniques. 
En 1915, il crée le personnage de Joe Jenkins, un détective fortement inspiré du Sherlock Holmes d'Arthur Conan Doyle, dans un recueil de nouvelles intitulé Elf Abenteuer des Joe Jenkins (littéralement : Les Onze Aventures de Joe Jenkins). Le succès est au rendez-vous et le héros revient dans quelques romans et un second recueil de nouvelles.  
Outre d'autres récits policiers, quelques romans littéraires et une pièce de théâtre, Karriere (1924), adaptée au cinéma en 1929 par John Francis Dillon sous le titre Careers, avec Noah Beery Jr., Paul Rosenhayn a également écrit de nombreux scénarios à partir de 1916 jusqu'à sa mort prématurée en 1929.

## Œuvre

### Romans

#### SérieJoe Jenkins
- Die weiße Orchidee und anderes (1916)
- Salto mortale (1919)
- Der Schlittschuhläufer (1922)
- Cascapol (1923)
- Der Fall Pompejus Pym (1929), deux court romans
- Joe Jenkins (1929)
- Der Mann am Fenster (1930), publication posthume
- Anruf in der Nacht (1931), publication posthume

#### Autres romans
- Der Cotillon der Toten (1918)
- Nachtspuk (1918)
- Die Nacht ohne Morgen (1919)
- Der Mann, den niemand sah (1920) Publié en français sous le titre Bob Bantam, Paris, Librairie des Champs-Élysées, Le Masque no 92, 1931
- Der Mann auf dem Kronleuchter (1922)
- Der Mitternachtsbesuch (1922)
- Razzia der Liebe (1922)
- Der Herr der Valuta (1923)
- Der frivole Jackie (1924)
- Die glühende Gasse (1924)
- Der Ruf aus dem Aether (1924)
- Der Vagabund im Frack (1924)
- Spaziergänge ins Jenseits (1925)
- Die Insel der Träume (1926)
- Der Ritt in die Sonne (1926)
- Die ferne Frau (1927)
- Der Herr der Nacht (1927)
- Roman einer Nacht (1927)
- Die Jacht der sieben Sünden (1928)
- Die Drei aus Hollywood (1929)
- Der Flammen-Kreisel (1930), publication posthume
- Das Haus im Schatten (1930), publication posthume

### Nouvelles

#### Recueils de nouvelles de la sérieJoe Jenkins
- Elf Abenteuer des Joe Jenkins (1915)
- Die Drei auf der Platte (1919)

#### Nouvelle isolée
- Das Telephongespräch (1916)  Publié en français sous le titre La Conversation téléphonique, dans Anthologie du Mystère 90. Les Dernières Nouvelles du crime, Paris, Édition du Masque, 1990

### Théâtre
- Karriere (1924), en collaboration avec Alfred Schirokaner

## Sources
- Jacques Baudou et Jean-Jacques Schleret, Le Vrai Visage du Masque, vol. 1, Paris, Futuropolis, 1984, 476 p. (OCLC 311506692), p. 373.
- Notices d'autorité :   - VIAF
  - ISNI
  - BnF (données)
  - LCCN
  - GND
  - Italie
  - Pays-Bas
  - Israël
  - NUKAT
  - Tchéquie
  - WorldCat